# Taina (serie de televisión)
Taina fue una serie estadounidense de tipo sitcom que salió al aire en Nickelodeon y fue una de las últimas comedias de acción en vivo en ser filmada en los Nickelodeon Studios de Orlando, Florida (hoy en día inexistentes). Para su segunda temporada se trasladó a Nickelodeon On Sunset en Hollywood. El show salió al aire el 14 de enero de 2001 y culminó el 11 de mayo de 2002.

## Sinopsis
Taina Morales es una joven de origen puertorriqueño, que vive con su familia en Nueva York, y sueña con ser una famosa cantante y actriz. Ella, junto con su mejor amiga, Renee Jones, asiste a la High School de Manhattan de las artes escénicas. Una vez allí, se reúnen con Lamar, a quien no ha visto desde la escuela primaria. Taina y Renee asisten a la misma escuela que Maritza (la enemiga), que también aspira a ser una cantante y actriz. Cada episodio cuenta con Taina, que sueña despierta algún día con su estrellato, con actuaciones ocasionales de una nueva canción.

## Producción
La producción de la serie comenzó en algún momento del verano de 2000, el piloto se lanzó en medio de la Escuela de Intérpretes Laguardia y terminó en Nickelodeon On Sunset. Las grabaciones de la temporada 2 iniciaron desde diciembre de 2001 hasta el 6 de enero de 2002. El espectáculo se estrenó el 14 de enero de 2001 por Nickelodeon, en TEENick, donde crecieron las audiencias y se prolongó durante dos temporadas. Taina salía al aire los domingos a las 6:00pm. El show fue incluso, para ponerse en SNICK, una alineación de Nickelodeon a los sábados de enero a mayo de 2002, donde las audiencias eran más del doble en su segunda temporada. Nickelodeon recibió grandes audiencias en esta serie, llegando de 2.4 a 4.5 millones de espectadores por episodio, pero a pesar de su popularidad, el programa fue cancelado en junio de 2002. CBC volvió a transmitir el programa durante unos meses en 2003.

## Episodios
| Temporadas | Temporadas | Episodios | Estreno Original (E.U.A) | Estreno Original (E.U.A) |
| Temporadas | Temporadas | Episodios | Inicio de temporada      | Final de temporada       |
| ---------- | ---------- | --------- | ------------------------ | ------------------------ |
|            | 1          | 13        | 14 de enero de 2001      | 22 de abril de 2001      |
|            | 2          | 13        | 19 de enero de 2002      | 11 de mayo de 2002       |

## Reparto

### Personajes principales
- Christina Vidal como Taina María Morales.
- Khaliah Adams como Renee Aretha Jones.
- Chris Knowings como Lamar Carlos Johnson.
- David Oliver Cohen como Daniel Nathaniel McDaniel.
- LaTangela como Maritza Hogg.

### Personajes recurrentes
- Lisa Lisa como Gloria Morales.
- Cristina Saralegui como El Director.
- Josh Cruze como Eduardo Morales.
- Manolo Villaverde como Gregorio "Abuelo" Sánchez.
- Brandon Iglesias como Santito Morales. (Temporada 1)
- Jacob Urrutia como Santito Morales. (Temporada 2)
- Selenis Leyva como Titi Rosa.
- Joseph Bertot como Héctor Colon.
- Ruben Rabasa como Papito.

## Elenco Principal
- Taina Morales: La protagonista es una mujer joven, bella y talentosa, de familia puertorriqueña, y con la esperanza de ser una cantante y actriz profesional. Asiste a una escuela de artes escénicas de Manhattan con su mejor amiga Renee, su amiga/rival Maritza, y sus amigos Daniel y Lamar. Tanto ella como sus amigos a menudo se meten en situaciones absurdas en un intento de conseguir objetivos o de convertirse en estrellas. A pesar de la impaciencia y la impulsividad de Taina, también ella demuestra tener buenos valores, como el amor por su familia y la amistad. Es fanática de Jennifer Lopez.
- Renee Jones: La mejor amiga de Taina. Ella es una aspirante al rap y a la comedia. Una chica loca, ella asistió a la escuela de artes escénicas para convertirse en una comediante. A menudo ayudó a Taina cuando su imaginación se fue con ella. Renee también tiende a perseguir a otros chicos con frecuencia. Aunque sus intereses amorosos no son los más adecuados para ella.
- Lamar Johnson: Es un aspirante a director y escritor, quien en la escuela de Artes se reencuentra con Taína. No sólo sirve como editor del periódico de la escuela de artes escénicas, que también estaba enamorado de Taina y esperó a que el día en que por fin entrar en razón. Su mejor amigo es Daniel, y los dos a menudo se ven en escenas juntos, ya sea colaborando para hacer dinero rápido o en alguna que otra aventura o pasatiempo. A pesar de que protagoniza siempre escenas muy cómicas, a veces entrega consejos sensatos a Taína o a los demás.
- Daniel McDaniel: Es un músico multinstrumentista, que también comparte el mismo casillero de la escuela con Taina. Dulce y obstinado, sus amores incluyen escribir canciones, tocar la guitarra, y perseguir chicas, aunque a menudo termina siendo rechazado. En la serie dio a entender que tenía verdaderos sentimientos por Renee. Admira a Los Beatles, y por lo general acompaña a las canciones de Taina en su guitarra.
- Maritza Hogg: Rival de Taina y Renee. También aspiraba a ser actriz y cantante, pero tiende a ser más despiadado que Taina. Ella amaba molestar a los demás en su búsqueda para convertirse en una estrella. Sin embargo, no estaba mal en estado puro, y en ocasiones colaboró con Taina y sus amigos para ganar dinero o contra otros rivales. Se enorgullecía de ser una "mal diva".

## Soundtrack
El 19 de febrero de 2002, durante su segunda temporada, Nickelodeon lanzó la banda sonora de Taina, con canciones de Christina Vidal y LaTangela. Otras canciones de la banda sonora fueron cantados por 3LW y Dream, que tanto fue estrella invitada en la serie. El álbum, publicado por Jive Records y Nick Records, incluye canciones como "I Thought That We Were Friends" y la canción tema de la serie, "Gonna Be a Star".

## DVD
Hubo un lanzamiento en DVD de la serie titulada después del episodio Piloto, "Be Careful What You Wish For", en el Reino Unido, que cuenta con los primeros cuatro episodios emitidos. El DVD en región 2, ya está disponible, pero aún no se ha lanzado en los EE. UU., pero está disponible en Amazon.com, sin embargo no se puede reproducir en reproductores de DVD estadounidenses y canadienses.

## Premios y nominaciones
| Año  | Premiación  | Categoría                                           | Nominado                                                           | Resultado |
| ---- | ----------- | --------------------------------------------------- | ------------------------------------------------------------------ | --------- |
| 2002 | ALMA Awards | Outstanding Children's Television Programming       | Taina                                                              | Ganadora  |
| 2002 | ALMA Awards | Outstanding Actress in a Television Series          | Christina Vidal                                                    | Nominada  |
| 2002 | ALMA Awards | Outstanding Script for a Television Drama or Comedy | Fracaswell Hyman & Maria Perez-Brown poe el episodis "Quinceañero" | Nominados |